# Chrysotoxum kozhevnikovi
Chrysotoxum kozhevnikovi är en tvåvingeart som beskrevs av Smirnov 1925. Chrysotoxum kozhevnikovi ingår i släktet getingblomflugor, och familjen blomflugor. Inga underarter finns listade i Catalogue of Life.